# Paddenstoelspons
De paddenstoelspons of massaspons (Suberites massa) is een sponssoort in de taxonomische indeling van de gewone sponzen (Demospongiae). Het lichaam van de spons bestaat uit kiezelnaalden en sponginevezels, en is in staat om veel water op te nemen. De spons behoort tot het geslacht Suberites en behoort tot de familie Suberitidae. De wetenschappelijke naam van de soort werd voor het eerst geldig gepubliceerd in 1847 door Nardo.

## Beschrijving
De paddenstoelspons is een geeloranje massieve sponssoort met onregelmatige lobben, platen en richels. Het is vaak enigszins begraven onder slib, waarbij alleen de oranje toppen van de lobben zichtbaar zijn. Het heeft een compacte, stevige consistentie.

## Verspreiding
De paddenstoelspons is een zuidelijke soort, die veel voorkomt in de Middellandse Zee, maar ook wordt waargenomen van de westkust van Frankrijk en de zuidkust van Groot-Brittannië. De soort wordt met name gevonden in het zilte brakke water van havens, estuaria en lagunes waar matige tot sterke getijstromingen voorkomen. Het koloniseert schelpen (vaak overwoekerd zodat de spons vrij staat), keien en zeeweringen of soortgelijke constructies. In zuidwest Nederland wordt deze soort vrij regelmatig in de Oosterschelde aangetroffen, onder andere bij duikplaats de Vuilnisbelt.